# C. N. R. Rao
Chintamani Nagesa Ramachandra Rao (Bengaluru, India, 30 de junio de 1934), también conocido como C. N. R. Rao, es un químico indio que ha trabajado principalmente en estado sólido y química estructural. Actualmente es jefe del consejo asesor científico del primer ministro de la India.
Fue distinguido con el premio Bharat Ratna en ciencia e ingeniería en 2014.